# Eulophia longisepala
Eulophia longisepala är en orkidéart som beskrevs av Alfred Barton Rendle. Eulophia longisepala ingår i släktet Eulophia och familjen orkidéer. Inga underarter finns listade i Catalogue of Life.